# Микеш, Янош
Я́нош Ми́кеш (венг. Mikes János, 27 июня 1876 года, Австро-Венгрия — 28 марта 1945 года, Венгрия) — католический прелат, епископ Сомбатхея с 11 декабря 1911 года по 10 января 1936 год.

## Биография
29 июня 1899 года Янош Микеш был рукоположён в священника.
11 декабря 1911 года Римский папа Пий X назначил Яноша Микеша епископом Сомбатхея. 7 января 1912 состоялось рукоположение Яноша Микеша в епископа, которое совершил епископ Трансильвании, Эрдея и Зибенбюргена Густав Кароли Майлат в сослужении с епископом Кошице Августином Фишером-Кольбри и епископом Дьёра Липотом Арпадом Варади.
10 января 1936 года Янош Микещ подал в отставку и в этот же день был назначен титулярным епископом Акмонии. 21 ноября 1936 года был назначен титулярным епископом Еленополиса Палестинского. 5 августа 1939 года был назначен титулярным архиепископом Селимбрии.
Скончался 28 августа 1945 года.